# Matthias Gehrt
Matthias Gehrt (* 24. Mai 1957 in Celle) ist ein deutscher Theater-Regisseur mit Inszenierungen in Deutschland, England, Nigeria, Mexiko, Ghana, Sri Lanka und Israel.

## Leben
Matthias wurde als zweites von drei Kindern in eine streng katholische Familie geboren. In seiner Geburtsstadt Celle absolvierte er 1976 ein althumanistisches Abitur. Anschließend leistete er seinen Wehrdienst ab und arbeitete 1977–1980 im Zuge einer Management-Ausbildung für die Kaufhauskette C&A Brenninkmeijer, dort zuletzt als Substitut und Abteilungsleiter. Diese Ausbildung brach er 1980 vorzeitig ab. Im selben Jahr verweigerte er als Reaktion auf die „Bremer Krawalle“ (Gelöbnisfeier in Bremen 1980), an denen er teilgenommen hatte, den Kriegsdienst und zog nach West-Berlin. Dort nahm er an der Freien Universität ein Studium der Theaterwissenschaft, Germanistik und Geschichte auf, welches er 1990 mit dem Magister Artium abschloss.
1981 bekam er ein Engagement am Stadttheater Pforzheim als Regieassistent. Nach einem Jahr ging er zurück nach West-Berlin. Dort arbeitete er ab 1983 als Regie-Hospitant an der Schaubühne am Lehniner Platz u. a. mit George Tabori. Von 1984 bis 1988 war er an der Schaubühne als Regie-Assistent engagiert und arbeitete zunächst mit Luc Bondy, dann aber vor allem mit Peter Stein, der für ihn zum prägenden Lehrer für seine spätere Regiearbeit wurde. 1988 verließ er die Berliner Schaubühne und arbeitet seitdem als Regisseur an verschiedenen deutschen, europäischen und außereuropäischen Theatern. An die Schaubühne kehrte er 1994 noch einmal zurück für seine Inszenierung von Gabriel Gbadamosis Hotel Orpheu.
1991 erlebte er nach Inszenierungen in Aachen, Jena und Bremen am Staatsschauspiel Dresden mit Die Hypochonder von Botho Strauß einen ersten überregionalen Erfolg. An das Staatsschauspiel Dresden kehrte er in den folgenden Jahren immer wieder zurück und inszenierte dort bis 2007 insgesamt neun Produktionen. Fest-Engagements als Hausregisseur führten ihn in den folgenden Jahren an das Nationaltheater Weimar sowie an das Schauspiel Chemnitz. Weitere Stationen als freischaffender Regisseur in der Zeit bis 2010 waren Schauspiel Dortmund, Schauspiel Leipzig, Theater Magdeburg, Staatstheater Mainz, Meininger Staatstheater, Prinzregententheater München, Staatstheater Schwerin und Schauspiel Trier. Er inszenierte dort vor allem zeitgenössische Literatur sowie antike und klassische Stoffe, dabei nur wenige Komödien.
1992 begann er neben seiner Theaterarbeit in Deutschland mit Inszenierungen im Ausland. Auf Gabriel Gbadamosis Eshu´s Faust im englischen Cambridge folgten zwischen 1995 und 1999 vier Inszenierungen in Lagos, Nigeria (u. a. Sophokles’ „König Ödipus“), gefolgt von zwei Arbeiten in Guadalajara, Mexiko (u. a. Merlin…Nació Danzando, eine Bearbeitung des keltischen Merlin-Mythos). In diesen Projekten ging es immer wieder um die Erforschung und das szenische Ausloten von rituellen Theaterformen, in Nigeria im präkolonialen und in Mexiko im indigenen Kontext. Diese Projekte wurden in Co-Regie mit ortsansässigen Regisseuren und deren Ensembles (Jide Ogungbade/Ben Tomoluju bzw. Jorge Angeles) realisiert. 2006 inszenierte Matthias Gehrt in Sri Lanka die singhalesische Erstaufführung von Bertolt Brechts Der gute Mensch von Sezuan, schließlich 2016 am Nationaltheater Ghana in Co-Regie mit Mawuli Semevo erneut König Ödipus, ein Text, den er bis dato in vier verschiedenen Versionen auf die Bühne gebracht hat. 2017 begann er eine Zusammenarbeit mit dem Tmu-na-Theater in Tel Aviv zunächst mit der Inszenierung von Wolfgang Borcherts Draußen vor der Tür, 2019 gefolgt von Schillers Die Räuber, in beiden Fällen hebräische Erstaufführungen. Bis auf die erste Inszenierung in England wurden all seine Auslandsprojekte vom Goethe-Institut unterstützt.
Mit der Spielzeit 2010/11 übernahm Matthias Gehrt die Direktion des Schauspiels am Theater Krefeld-Mönchengladbach. Im Sommer 2022 beendete er diese Tätigkeit. In seinen dort 26 Inszenierungen beschäftigte er sich vornehmlich mit antiker, klassischer und klassisch-moderner Literatur (Aischylos, Sophokles, Shakespeare, Goethe, Schiller, Büchner, Cechov, Dostojewski, Beckett, Borchert, Bergman), aber auch mit zeitgenössischen Autoren (Michel Houellebecq, Lars von Trier, Lothar Kittstein, Wajdi Mouawad, Axel Hellstenius). Durch seine Reisen und seine außereuropäische Vernetzung inspiriert, rief er mit Beginn seines Festengagements am Theater Krefeld-Mönchengladbach die Reihe „Außereuropäisches Theater“ ins Leben, in der für das Schauspiel-Repertoire Regisseure aus dem Iran, Nigeria, Mexiko, dem Libanon, Japan, Brasilien, Armenien, Syrien, Palästina und Kamerun mit dem dortigen Ensemble gearbeitet haben. Matthias Gehrt betreut diese Reihe weiter als Kurator. Seinen bisher einzigen Regie-Ausflug ins Musical mit Blues Brothers haben seit der Krefelder Premiere 2012 einschließlich eines Remakes 2014 am Nationaltheater Mannheim über 50.000 Menschen gesehen.
Matthias Gehrt ist seit 2003 Mitglied im Internationalen Theaterinstitut (ITI) und war dort von 2012 bis 2021 im Vorstand als gewählter Beisitzer tätig.

## Inszenierungen
1980er Jahre
- 1983: „Die Zoogeschichte“ von Edward Albee (Co-Regie: Ulrich Wessel), Universität der Künste Berlin
- 1984: „Der Mann mit der Blume im Mund“ von Luigi Pirandello, Universität der Künste, Berlin
- 1988: „Extremities“ von William Mastrosimone, Stadttheater Aachen
- 1989: „Goldener Westen“ von Sam Shepard, Bremer Theater

1990er Jahre
- 1990: „Glückliche Tage“ von Samuel Beckett, Bühnen der Städte Gera und Jena
- 1991: „Die Hypochonder“ von Botho Strauß, Staatsschauspiel Dresden
- 1992: „Leonce und Lena“ von Georg Büchner, Staatsschauspiel Dresden
- 1992: „Der Tod des Empedokles“ von Friedrich Hölderlin, Ludwig-Forum für Moderne Kunst / Stadttheater, Aachen
- 1992: „Eshu´s Faust“ (UA) von Gabriel Gbadamosi, Arts Theatre / University Cambridge, England
- 1993: „Mutter´s Courage“ von George Tabori, Deutsches Nationaltheater Weimar
- 1993: „Kaspar“ von Peter Handke, Deutsches Nationaltheater Weimar
- 1993: „Groß und Klein“ von Botho Strauß, Deutsches Nationaltheater Weimar
- 1994: „Der Feuerreiter“ (UA) von Holger Teschke, Staatsschauspiel Dresden
- 1994: „Hotel Orpheu“ (UA) von Gabriel Gbadamosi, Schaubühne am Lehniner Platz, Berlin
- 1995: „Red Rider“ von Mark Medoff, Schauspiel Chemnitz / Hochschule für Musik und Theater, Leipzig
- 1996: „König Ödipus“ von Sophokles, Schauspiel Chemnitz
- 1996: „Ödipus Rex“ von Sophokles (Co-Regie: Jide Ogungbade), Ensemble Rotom-Kakaaki / Goethe-Institut Lagos, Nigeria
- 1996: „Amona“ (UA) von Ben Tomoloju (Co-Regie), Ensemble Rotom-Kakaaki / Goethe-Institut Lagos, Nigeria
- 1996: „Warten auf Godot“ von Samuel Beckett, Schauspiel Chemnitz
- 1998: „Das Kaffeehaus“ von Rainer Werner Fassbinder, Bayerische Theaterakademie, Prinzregenten-Theater, München
- 1998: „Ajoda…A Horse on my Back“ (UA), Ensemble Rotom-Kakaaki / Goethe-Institut Lagos, Nigeria
- 1999: „Hautnah“ von Patrick Marber, Staatstheater Mainz
- 1999: „Iphigenia finds Ayalala“ (UA) von Ben Tomoloju (Co-Regie: Ben Tomoluju), Ensemble Rotom-Kakaaki / Goethe-Institut Lagos, Nigeria

2000er Jahre
- 2000: „Merlin oder Das Wüste Land“ von Tankred Dorst, Bayerische Theaterakademie, Prinzregenten-Theater, München
- 2001: „Santa Serpiente“ (UA) von Jorge Angeles (Co-Regie: Jorge Angeles), Teatro Rabinal / Teatro Experimental / Goethe-Institut Guadalajara, Mexiko
- 2001: „Kabale und Liebe“ von Friedrich Schiller, Schauspiel Dortmund
- 2002: „Der Theatermacher“ von Thomas Bernhard, Staatsschauspiel Dresden
- 2003: „Hyperion“ von Friedrich Hölderlin, Schauspiel Dortmund
- 2003: „Merlin…Nacio Danzando“ (UA) von Jorge Angeles (Co-Regie: Jorge Angeles), Teatro Rabinal / Goethe-Institut Guadalajara, Mexiko
- 2003: „Elling“ von Axel Hellstenius, Staatsschauspiel Dresden
- 2004: „Die Bakchen“ von Euripides, Schauspiel Dortmund
- 2004: „David Copperfield´s Abenteuer“ von Charles Dickens, Staatsschauspiel Dresden
- 2005: „Drei Schwestern“ von Anton Cechov, Staatsschauspiel Dresden
- 2005: „Blue Room“ von David Hare, Schauspiel Dortmund
- 2006: „Drei Mal Leben“ von Yasmina Reza, Schauspiel Leipzig
- 2006: „Der gute Mensch von Sezuan“ von Bertolt Brecht, Staatsschauspiel Dresden / Hochschule für Musik und Theater Leipzig
- 2006: „Vor Sonnenuntergang“ von Gerhart Hauptmann, Schauspiel Leipzig
- 2006: „Der gute Mensch von Sezuan“ (in singhalesischer Sprache) von Bertolt Brecht, University for Visual and Performing Arts / Goethe Institut Colombo, Sri Lanka
- 2007: „Einer flog über das Kuckucksnest“ von Dale Wasserman, Mecklenburgisches Staatstheater Schwerin
- 2007: „Der Steppenwolf“ von Hermann Hesse, Staatsschauspiel Dresden
- 2008: „Der Gott des Gemetzels“ von Yasmina Reza, Theater Magdeburg
- 2008: „Die Mausefalle“ von Agatha Christie, Südthüringisches Staatstheater Meiningen
- 2008: „Der Zerbrochne Krug“ von Heinrich von Kleist, Südthüringisches Staatstheater Meiningen
- 2009: „Faust I+II“ von Johann Wolfgang v. Goethe, Theater Trier

2010er Jahre
- 2010: „Othello“ von William Shakespeare, Theater Krefeld Mönchengladbach
- 2010: „Woyzeck“ von Georg Büchner, Theater Krefeld-Mönchengladbach
- 2011: „König Ödipus“ von Sophokles, Theater Krefeld-Mönchengladbach
- 2011: „Faust I+II“ von Johann Wolfgang v. Goethe, Theater Krefeld-Mönchengladbach
- 2012: „Blues Brothers“ (Bühnenfassung: Matthias Gehrt), Theater Krefeld-Mönchengladbach
- 2012: „African Moon“ (UA) von Gabriel Gbadamosi, Theater Krefeld-Mönchengladbach
- 2012: „Der Kirschgarten“ von Anton Cechov, Theater Krefeld-Mönchengladbach
- 2013: „König Lear“ von William Shakespeare, Theater Krefeld-Mönchengladbach
- 2013: „Verbrennungen“ von Wajdi Mouawad, Theater Krefeld-Mönchengladbach
- 2014: „Blues Brothers“ (Bühnenfassung: Matthias Gehrt), Nationaltheater Mannheim
- 2014: „Orestie“ von Aischylos, Theater Krefeld-Mönchengladbach
- 2014: „Draußen vor der Tür“ von Wolfgang Borchert, Theater Krefeld-Mönchengladbach
- 2015: „Dogville“ von Lars von Trier, Theater Krefeld-Mönchengladbach
- 2015: „Kabale und Liebe“ von Friedrich Schiller, Theater Krefeld-Mönchengladbach
- 2016: „Ödipus Rex“ von Sophokles (Co-Regie: Mawuli Semevo), Nationaltheater / Goethe-Institut, Ghana, Accra
- 2016: „Kein schöner Land“ (UA) von Lothar Kittstein / Hüseyin Michael Cirpici, Theater Krefeld-Mönchengladbach[3]
- 2016: „Schuld und Sühne“ von Fjodor M. Dostojewski, Theater Krefeld-Mönchengladbach
- 2017: „Draußen vor der Tür“ von Wolfgang Borchert  (Hebräische EA), Tmu-na Theatre / Goethe-Institut, Tel Aviv, Israel
- 2017: „Unterwerfung“ von Michel Houellebecq, Theater Krefeld-Mönchengladbach
- 2017: „Antigone“ von Sophokles, Theater Krefeld-Mönchengladbach
- 2018: „Die Räuber“ von Friedrich Schiller, Theater Krefeld-Mönchengladbach[4]
- 2018: „Himmel über Paris“ (UA) von Lothar Kittstein, Theater Krefeld-Mönchengladbach[1]
- 2019: „Die Räuber“ von Friedrich Schiller (Hebräische EA), Tmu-na Theatre / Goethe-Institut, Tel Aviv, Israel
- 2019: „Szenen einer Ehe“ von Ingmar Bergman, Theater Krefeld-Mönchengladbach

2020er Jahre
- 2020: „Elling“ von Axel Hellstenius, Theater Krefeld-Mönchengladbach
- 2020: „Endspiel“ von Samuel Beckett, Theater Krefeld-Mönchengladbach
- 2021: „Wilhelm Tell“ von Friedrich Schiller, Theater Krefeld-Mönchengladbach
- 2021: „Das letzte Band“ von Samuel Beckett, Theater Krefeld-Mönchengladbach
- 2022: „Nathan der Weise“ von Gotthold Ephraim Lessing, Theater Krefeld-Mönchengladbach
- 2022: „Vögel“ von Wajda Mouawad, Theater Krefeld-Mönchengladbach
- 2022: „Oedipe Sahel“ nach Sophokles (Co-Regie: Steve Karier/Aboubacari Oumarou Beto), Forge Arts, Niamey, Niger

(UA = Uraufführung; EA = Erstaufführung)

## Festival-Einladungen
- 2016: „Orestie“: „Ancient Greek Drama Festival“, Zypern
- 2016: „Kein schöner Land“: International Hanoch Levin Festival, Tel Aviv
- 2017: „Kein schöner Land“: Heidelberger Stückemarkt
- 2017: „Kein schöner Land“: NRW-Theatertreffen